# Guerra austro-turca (1683-1699)
La guerra austro-turca del 1683–1699, detta anche grande guerra turca di Leopoldo I o quinta guerra austro-turca, durò sedici anni: dal 1683 al 1699. Il conflitto, già parte della lunga contesa tra gli Asburgo e l'Impero ottomano, s'inquadrò nel più ampio contesto della grande guerra turca mossa dal colosso ottomano contro le potenze occidentali.
Il sultano Mehmet IV affidò la guida del suo esercito a Kara Mustafa con l'obiettivo di occupare Vienna e penetrare in Europa. Per la seconda volta (dopo l'assedio di Vienna del 1529) i turchi tentarono di conquistare la capitale austriaca e per la seconda volta vennero sconfitti. Il fallimento dell'assedio condusse alla controffensiva asburgica nel corso della quale i turchi furono cacciati dal regno d'Ungheria e la tripartizione della medesima finì a favore dell'Austria.

## Antefatti
Nel 1529 i turchi dovettero interrompere dinnanzi a Vienna il loro primo tentativo di occupare la città a causa del maltempo e della conseguente carenza di rifornimenti. In quella occasione l'esercito ottomano era forte di 120 000 uomini, che furono fermati da 17 000 difensori austriaci, tra i quali c'erano anche mercenari tedeschi, boemi e spagnoli.
Nella guerra austro-turca del 1663-1664 gli ottomani si spinsero nuovamente fino a Vienna, ma il 1º agosto 1664 furono fermati sul fiume Rába dall'esercito imperiale al comando del Montecuccoli nella battaglia di Mogersdorf.
Nove giorni dopo la battaglia fu siglata la pace di Eisenburg (Vasvár) con una validità di 20 anni. Un anno dopo la scadenza di questo trattato di pace il Gran Visir Kara Mustafa si mise in marcia verso Vienna alla testa di un esercito forte di 150 000 uomini. L'occasione pareva favorevole poiché i Kuruc, al comando di Emmerich Thököly, avevano portato sotto il loro dominio vasti territori dell'Ungheria.

## Svolgimento della guerra

### La paura a Vienna nel 1683

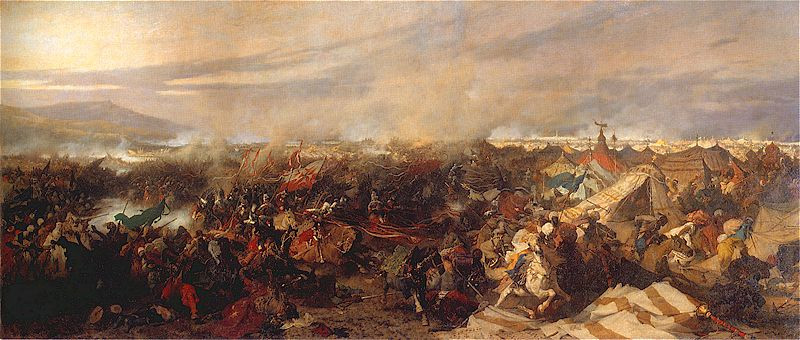
La battaglia di Kahlenberg

Quando, il 7 settembre 1683, alle truppe imperiali al comando del duca Carlo V di Lorena si unì presso Tulln an der Donau, circa 30 chilometri dinnanzi a Vienna, un esercito di soccorso condotto del re di Polonia Giovanni III Sobieski, l'assedio durava già dal 15 luglio.
Sotto la guida del re polacco le truppe alleate sorpresero l'esercito ottomano e lo annientarono il 12 settembre 1683 nella battaglia di Kahlenberg.

### La presa di Buda

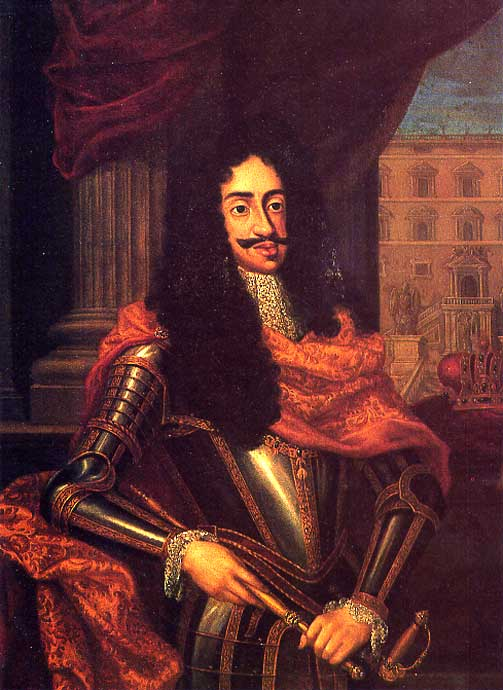
L'imperatore Leopoldo I

Grazie alla sconfitta turca del 1683 l'imperatore Leopoldo I vide finalmente l'opportunità di un contrattacco. Con l'aiuto di Papa Innocenzo XI il 5 marzo 1684 fu stipulato il patto della Lega Santa contro gli ottomani. Il re di Polonia Sobieski, l'imperatore Leopoldo I e la Repubblica di Venezia stipularono così un patto il cui scopo esclusivo era la lotta contro i turchi.
Il primo obiettivo fu la liberazione di Ofen. Nell'ottobre 1684 doveva essere concluso l'assedio poiché il morale era basso e l'esercito di soccorso turco minacciava le truppe assedianti, ma ciò non avvenne. Dopo due anni dal primo assedio di Buda, fu intrapresa una nuova campagna militare per la riconquista delle principali città ungheresi, che iniziò a metà del 1686. Un esercito turco si presentò a metà agosto di fronte agli assedianti ma il comandante rinunciò all'attacco e il 2 settembre 1686 le truppe imperiali conquistarono la fortezza (secondo assedio di Buda).

### La seconda battaglia di Mohács
161 anni dopo che l'indipendente Ungheria, a seguito della battaglia di Mohács del 1526, aveva cessato di esistere, essendo stata incorporata nell'Impero ottomano, sulla medesima pianura ebbe luogo il 12 agosto 1687 nuovamente una battaglia. L'esercito imperiale guidato dal duca Carlo V di Lorena e forte di circa 50 000 uomini si scontrò con un esercito turco di circa 60 000. Il primo resse all'attacco turco; il contrattacco degli imperiali, condotto dal giovane principe Eugenio di Savoia, sconvolse le linee turche giungendo fino alle tende del Gran Visir. Mentre da parte imperiale si lamentarono non più di 600 caduti, le perdite turche assommarono fino a 10 000 morti. Gli impressionanti successi, se si deve prestar fede alle cifre, furono ampi e gravidi di conseguenze: a seguito degli eventi citati il duca di Lorena poté liberare Osijek e la Slavonia, mentre la Transilvania fu nuovamente annessa all'Ungheria. Sotto l'impressione di questi risultati il parlamento ungherese attribuì agli Asburgo il diritto successorio alla corona di Santo Stefano e il novenne primo figlio dell'imperatore Leopoldo I, Giuseppe, divenne re d'Ungheria. Il principe Eugenio di Savoia, che aveva condotto personalmente il contrattacco determinante a Mohács, fu generosamente premiato: nel gennaio 1688 ricevette il titolo di luogotenente-feldmaresciallo ed accolto nell'Ordine del Toson d'oro.
Intanto sul trono della Sublime Porta al sultano Mehmet IV era succeduto in quell'anno (1687) Solimano II.

### L'occupazione di Belgrado e la sua perdita
Dopo la vittoriosa seconda battaglia di Mohács del 1687, l'obiettivo divenne Belgrado, la città fortificata alla confluenza della Sava con il Danubio, che era occupata dai turchi fin dal 1521. L'assedio ebbe inizio nell'agosto del 1688 a opera di un esercito imperiale comandato dal principe Massimiliano II Emanuele di Baviera e il 6 settembre la città fu presa dopo che entrambe le parti avevano subito enormi perdite.
Già venti giorni dopo l'occupazione di Belgrado le truppe del re di Francia Luigi XIV marciavano nella valle del Reno iniziando la guerra di successione del Palatinato. Nonostante questi sfavorevoli sviluppi strategici, alla corte imperiale fu deciso di sospendere le trattative per un armistizio con i turchi e nel contempo di spostare gran parte dell'esercito imperiale sul fronte occidentale. Risultato di ciò fu il mutamento della sorte a favore degli ottomani, che nel 1690 poterono rioccupare Belgrado.

### La battaglia di Zenta

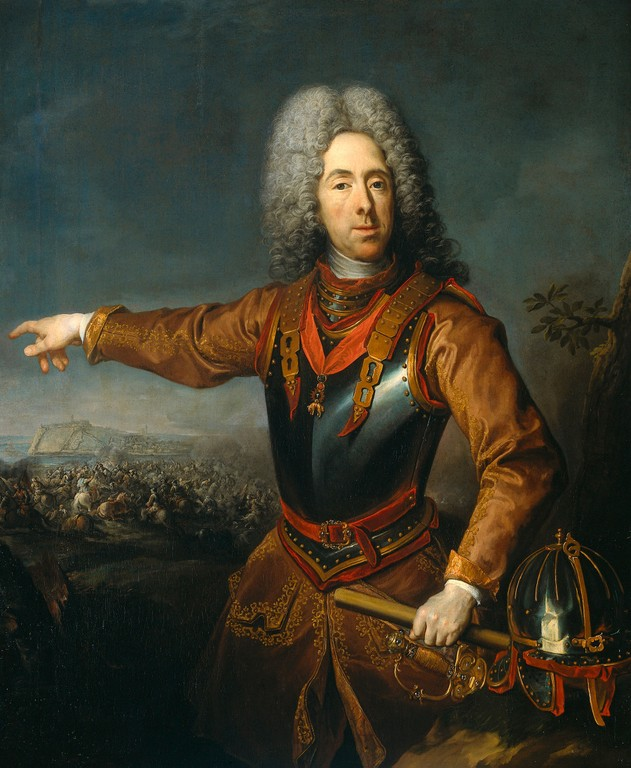
Il principe Eugenio di Savoia

Un anno dopo (1691) il sultano Solimano II decedeva e il suo posto quale capo dell'impero ottomano veniva preso da Ahmed II. L'esercito ottomano, al comando del Gran Visir Fazıl Mustafa Köprülü, subì però una devastante sconfitta nella battaglia di Slankamen (19 agosto 1691) contro gli Austriaci guidati dal margravio del Baden-Baden Ludwig Wilhelm (nella quale perì lo stesso Gran Visir), e dovette ritirarsi dall'Ungheria. Nel 1695 il sultano Ahmed II morì e salì al trono Mustafa II.
Dopo la fine della guerra di successione del Palatinato del 1697, il principe Eugenio fu nominato comandante in capo dell'esercito nella campagna contro i turchi. La situazione dell'armata era pessima: essa era composta prevalentemente da mercenari, molti dei quali arruolati contro la loro volontà o addirittura scelti fra delinquenti comuni. Inoltre le paghe previste erano in cronico ritardo di mesi e mesi e quindi l'entusiasmo o lo spirito di obbedienza e sacrificio erano ridotti al lumicino. Dell'organico previsto per l'armata, ottantamila uomini, erano disponibili solo poco più di trentamila, la cassa dell'armata vuota, il sistema di vettovagliamento penoso. Così il principe Eugenio, per poter almeno iniziare la campagna, dovette anticipare di tasca propria gran parte delle spese necessarie al sostentamento logistico delle sue truppe.
Egli raccolse truppe dall'Ungheria e dalla Transilvania presso Petrovaradino per arrestare l'avanzata ottomana. Dopo il ricongiungimento l'armata imperiale contava da 50 000 a 55 000 effettivi. Il mese di agosto trascorse però solo in manovre e scaramucce dei due eserciti nella zona di Petervaradino. All'inizio di settembre l'esercito turco, comandato dal sultano stesso Mustafa II, interruppe le scaramucce tattiche e si spostò verso nord lungo il Tibisco per impadronirsi della fortezza di Seghedino. Il feldmaresciallo imperiale seguì i movimenti del nemico quasi alla stessa altezza. L'esercito del sultano perciò rinunciò ai suoi piani di attaccare Segedino e volle solo attraversare il Tibisco presso Zenta per rientrare nei suoi acquartieramenti invernali di Temesvár. Quando Eugenio di Savoia venne a conoscenza delle intenzioni del sultano decise di attaccarlo e sorprese l'esercito turco l'11 settembre 1697 mentre attraversava il fiume infliggendogli una devastante sconfitta: il sultano perse 25 000 uomini, contro le perdite imperiali di 401 soldati e 28 ufficiali e una simile sconfitta dell'esercito ottomano sul continente Europeo non si era mai verificata. Il nome del vincitore divenne famoso in tutta Europa.

### L'assalto a Sarajevo
La vittoria di Zenta tuttavia non poté essere sfruttata strategicamente appieno dagli imperiali, poiché la stagione era troppo avanzata per porre l'assedio alla fortezza di Temesvár. Tuttavia, prima del ritiro nei quartieri invernali, l'esercito turco doveva subire un'altra sconfitta. Il principe Eugenio decise di condurre con una parte della sua armata un'incursione in Bosnia, con lo scopo di conquistare la città di Sarajevo. La spedizione ebbe inizio il 13 ottobre 1697 da Esseg. Già dieci giorni dopo, nonostante le impervie strade che attraversavano la zona montagnosa della Bosnia, i 250 chilometri per raggiungere Sarajevo erano stati percorsi. I parlamentari austriaci, che dovevano portare al principe le disposizioni per il passaggio delle consegne, furono presi a mitragliate prima ancora di raggiungere la città, e così l'ordine di attacco alla città fu impartito

## La pace di Carlowitz
Il 1698 trascorse senza grosse battaglie, dato che le casse dell'impero erano nuovamente esauste: nell'estate di quell'anno venne a mancare il soldo per l'armata e due reggimenti di dragoni si ammutinarono prendendo in ostaggio i loro ufficiali. Il principe Eugenio non ebbe pietà per i rivoltosi: 12 di essi furono fucilati, 20 impiccati e gli altri, il cui numero non è noto, subirono la pena della Spießgasse. A causa dell'ammutinamento, della cattiva situazione finanziaria e del fatto che sia l'imperatore che la Sublime Porta cercavano la pace, si giunse, con la mediazione inglese, alla pace di Karlowitz. Questa stava fra la fortezza di Petervaradino, in mano agli imperiali, e la fortezza ottomana di Belgrado. Una costruzione rotonda in legno con diversi ingressi fu eretta su un'altura. In questo modo le quattro delegazioni potevano accedere contemporaneamente al tavolo delle trattative. Il 26 gennaio 1699 si giunse a una conclusione, l'Impero asburgico, la Polonia e la Repubblica di Venezia da una parte, l'Impero ottomano dall'altra. La Transilvania fu riunita all'Ungheria e questa all'Austria (cioè all'Impero asburgico), Venezia ricevette il Peloponneso. Fino al Banato tutti i territori occupati dai turchi nel XVI secolo furono da questi perduti.

## Conseguenze
La prima conseguenza della pace di Karlowitz fu che l'Austria divenne una grande potenza europea. Per la prima volta inoltre l'Impero ottomano si trovò a dover subire le condizioni di pace impostegli da una potenza cristiana. La tripartizione dell'Ungheria, conseguenza della vittoria turca nella battaglia di Mohács del 1526, terminò a favore dell'Impero asburgico. Solo il Banato rimase ancora sotto la sovranità turca ma vent'anni dopo, con la guerra austro-veneto-turca dal 1714 al 1718 anche questo entrerà a far parte dei territori dell'Impero asburgico.